# Fedor Flinzer
Fedor Alexis Flinzer (Reichenbach im Vogtland, 4 avril 1832 - Leipzig, 14 juin 1911) est un écrivain, peintre, graveur et illustrateur allemand d'origine saxonne.

## Biographie
Fedor Alexis Flinzer naît le 4 avril 1832 à Reichenbach im Vogtland. Il est l'élève de Julius Schnorr von Carolsfeld et Ludwig Richter à la Kunstakademie de Dresde de 1849 à 1859. À partir de 1859, il est professeur de dessin à la Realschule de Chemnitz. En 1862, il épousa Marie Wolfram, une nièce de Richard Wagner. Il a publié des publications sur la méthodologie des leçons de dessin. Son travail Lehrbuch des Zeichenunterrichts (Bielefeld/Leipzig, 1876) a été reconnu internationalement. Flinzer a également illustré de nombreux livres pour enfants, par exemple le livre d'images Der Froschmäusekrieg (Frankfurt am Main, 1878) de Victor Blüthgen. En dehors de cela, il crée des illustrations pour adultes comme le frontispice pour le travail "Thierleben" de Alfred Edmund Brehm (1886). Fedor Flinzer meurt en 1911 à Leipzig.
En France, un premier album est paru en 1889 chez W. Hinrichsen sous le titre Mésaventures très véridiques de quelques Bêtes plus ou moins sages avec un texte de Louis-Pilate de Brinn’Gaubast.

## Galerie

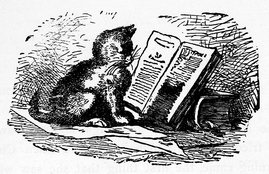
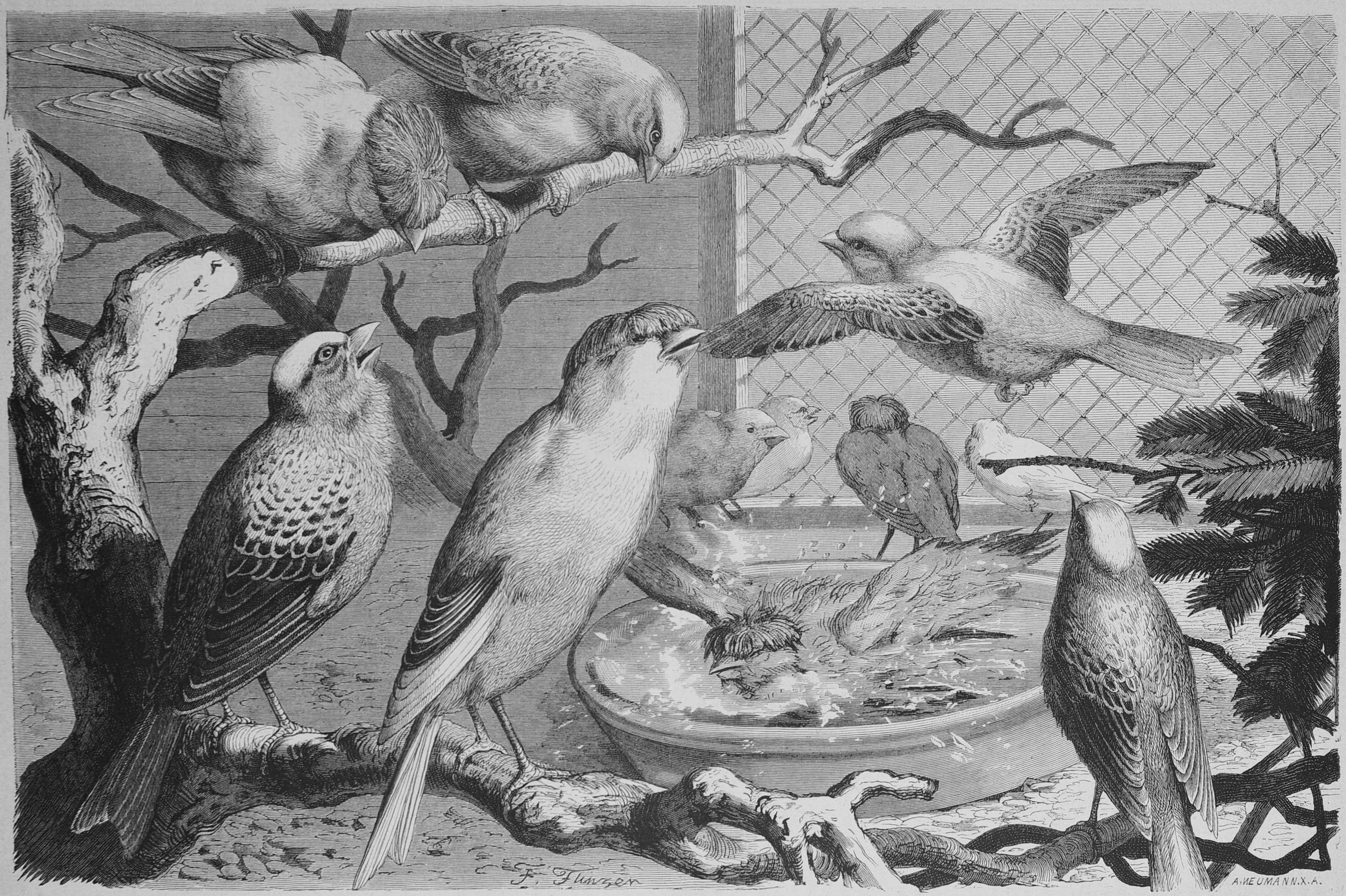
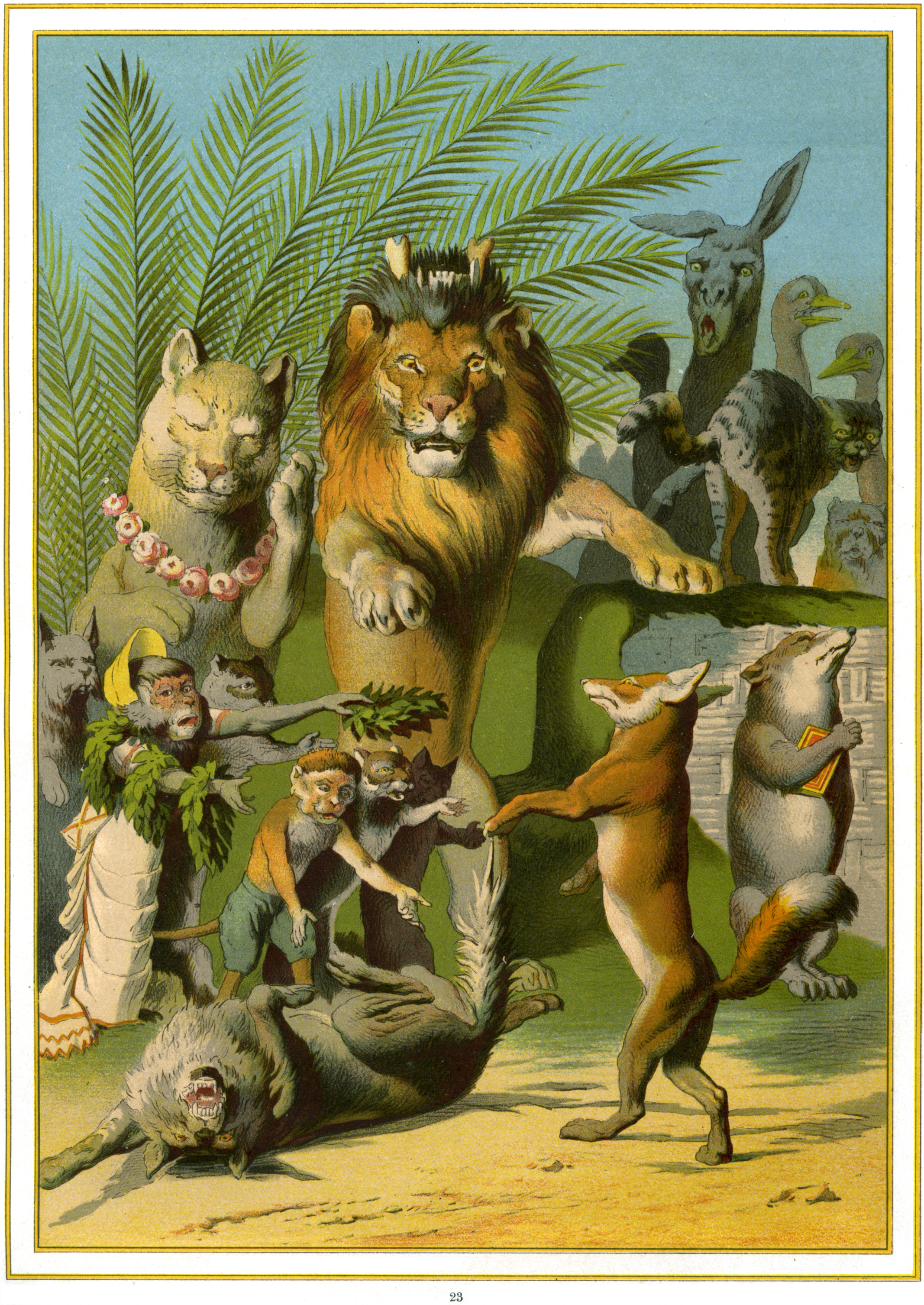
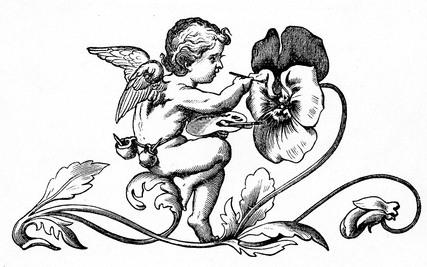
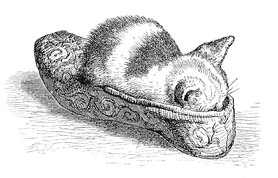
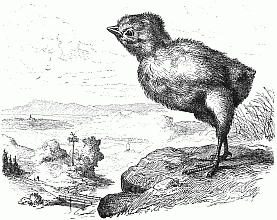
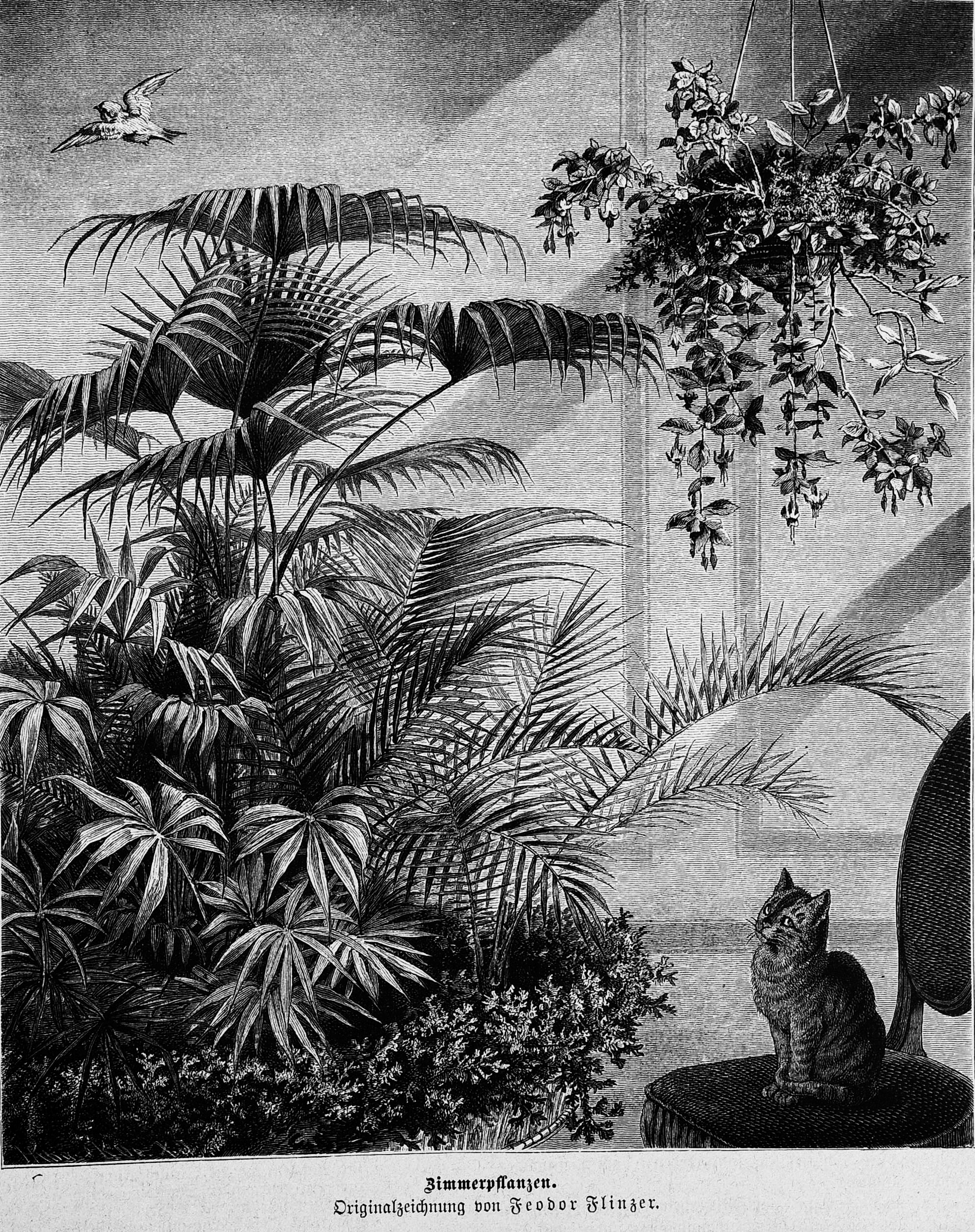
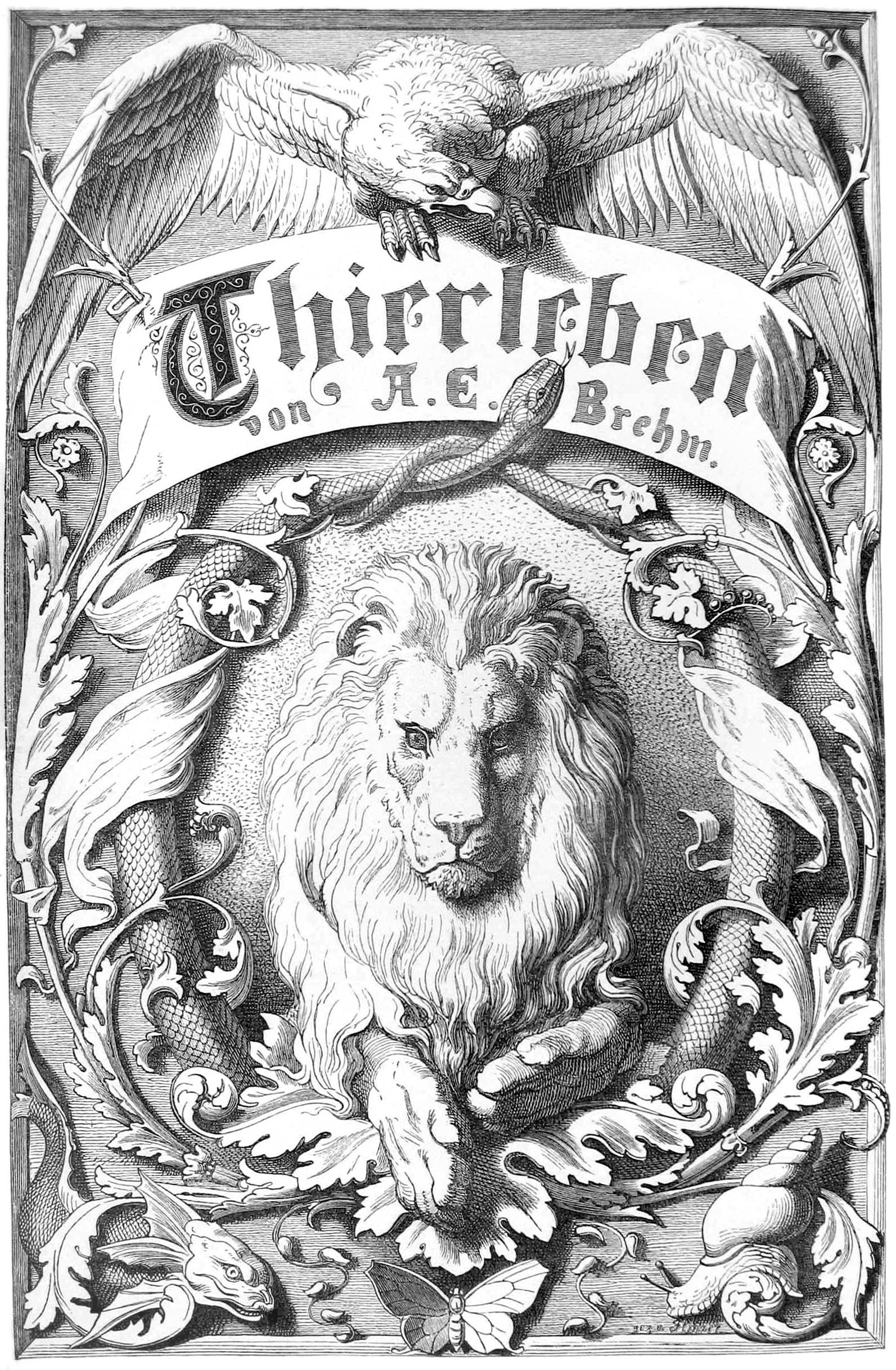
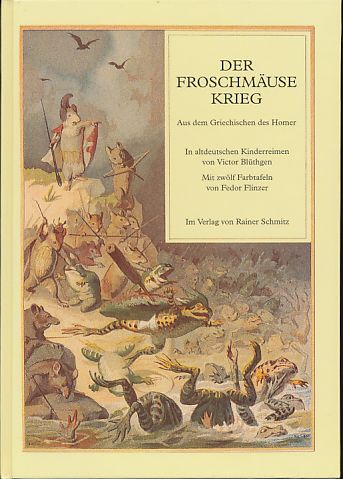